# Ксенократ Халкидонский
Ксенократ (др.-греч. Ξενοκράτης, 396 до н. э. — 314 до н. э.) — древнегреческий философ из Халкидона Вифинского (на Боспоре), ученик Платона, схоларх Академии с 339 до н. э. по 314 до н. э.

## Биография
Ксенократ был родом из Халкидона на Босфоре.
Смолоду он стал слушателем Платона. Сопровождал своего учителя во время повторного посещения Платоном Сицилии. После смерти
Платона вместе с Аристотелем покинул Академию. Отличался холодностью к удовольствиям, неподкупностью, которая была отмечена Филиппом II Македонским, если верить Диогену Лаэртскому.
После поражения афинян в Ламийской войне участвовал в 322 году до н. э. в посольстве к Антипатру.
Плутарх в жизнеописании Гая Мария приводит легенду, что Ксенократ отличался мрачным нравом, и Платон советовал ему для исцеления приносить жертвы харитам.

## Учение
В своём учении он, если судить по свидетельствам различных авторов (из его собственных сочинений не сохранилось ничего), напирал особенно на пифагорейские элементы в философии Платона, содержащиеся в диалоге «Тимей»: единство и двойственность признавал началом всех вещей, душу определял как самодвижущееся число, много занимался демоническими и божественными существами, находя их и в стихиях, к числу которых, вместе с Филолаем, присоединял «пятое тело» — эфир.
Первый разделил философию на физику, этику и логику.
Вошедшие в доксографические компендии «мнения» Ксенократа были очень популярны в период Среднего платонизма.
Список его сочинений приводит Диоген Лаэртский (IV, 2).